# مک‌دانل ۱۱۹
مک‌دانل ۱۱۹ (به انگلیسی: McDonnell 119) یک هواگرد ساختِ کارخانهٔ مک‌دانل در کشور ایالات متحده آمریکا است . این هواگرد برای نخستین بار در ۱۱ فوریه ۱۹۵۹ میلادی مورد استفاده قرار گرفت.